# Teluk Sapanggar
Die Sepangar Bay oder Sapangar Bay (malaiisch Teluk Sapanggar) ist eine Bucht an der Westküste der Insel Borneo. Sie gehört zum malaysischen Bundesstaat Sabah und öffnet sich zum Südchinesischen Meer. Verwaltungstechnisch gehört sie zum Distrikt Kota Kinabalu in der West Coast Division.

## Geographie
Die Bucht umfasst eine Fläche von ca. 20 km². Die Bucht erstreckt sich in einem weiten Bogen von Pulau Sapanggar bis Kap Tarak Tarak (mal. Tanjung Tarak Tarak). Der Bucht vorgelagert sind die Inseln Pulau Sapanggar, Pulau Udar Kecil, Pulau Udar Besar und Pulau Peduk. Die Küstenlinie ist überwiegend unbewaldet, mit industrieller und maritimer Nutzung.

## Nutzung der Bucht
Die Bucht wird in erster Linie als Güterhafen, als Marinehafen und als industrieller Standort genutzt. Daneben gibt es einige handwerkliche Betriebe, die mit der Instandhaltung und Konstruktion von Schiffen beschäftigt sind.

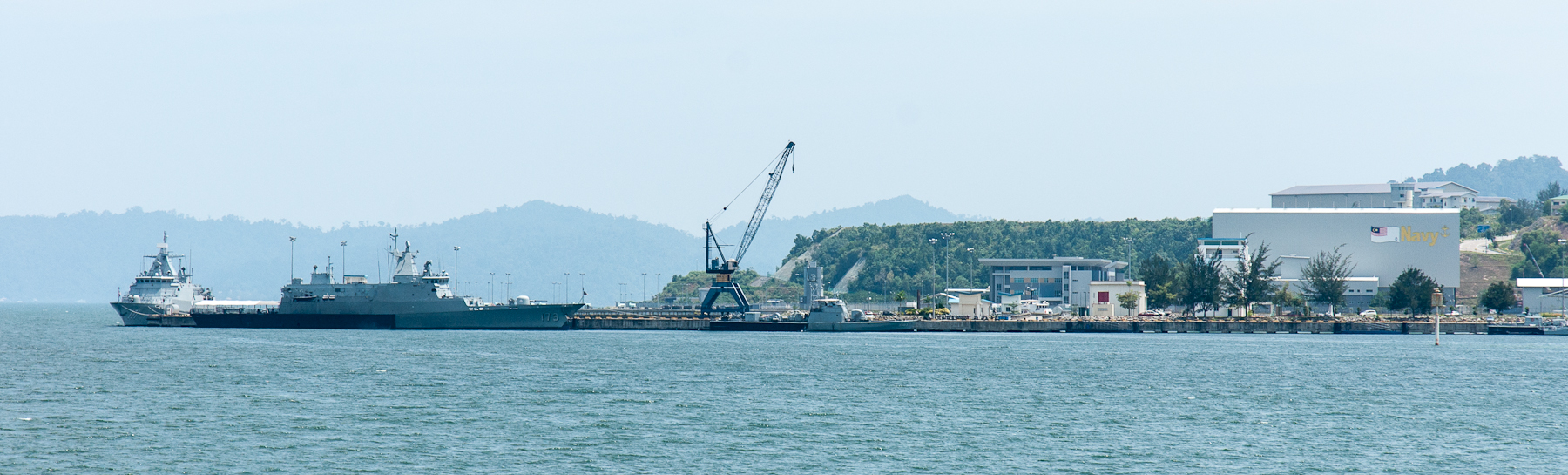
Marinehafen

### Container Terminal
Nach Inbetriebnahme des Containerterminals Sepangar Container Port Terminal wurde der gesamte Containerumschlag aus dem Hafen von Kota Kinabalu hierher verlagert.

### Marinestützpunkt
Nach dem Ausbau beherbergt der Marinestützpunktes seit 2010 zwei in Spanien gebaute U-Boote der Scorpène-Klasse, die KD Tunku Abdul Rahman und KD Tun Razak.

## Weitere Bilder

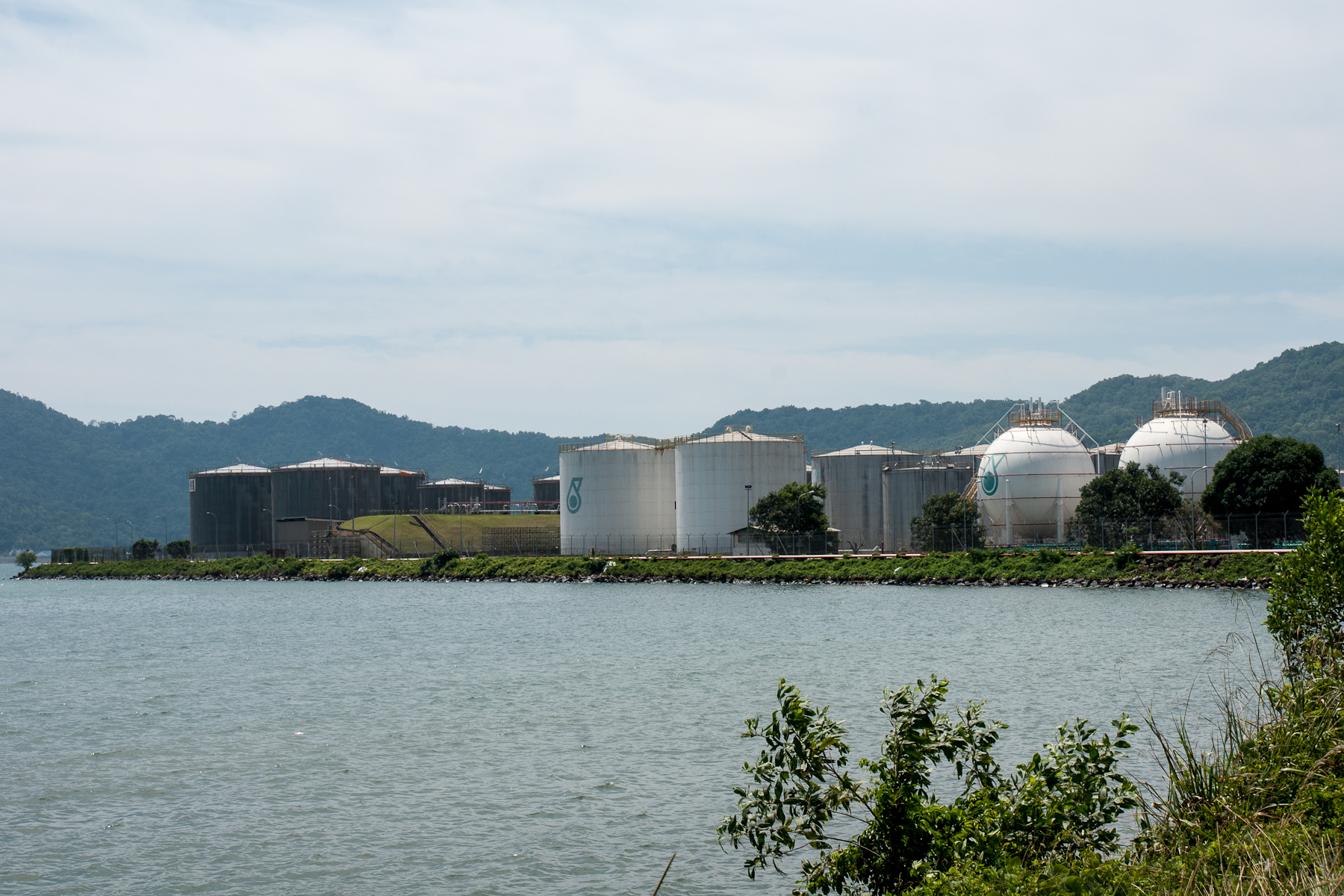
Sepangar Oil Terminal
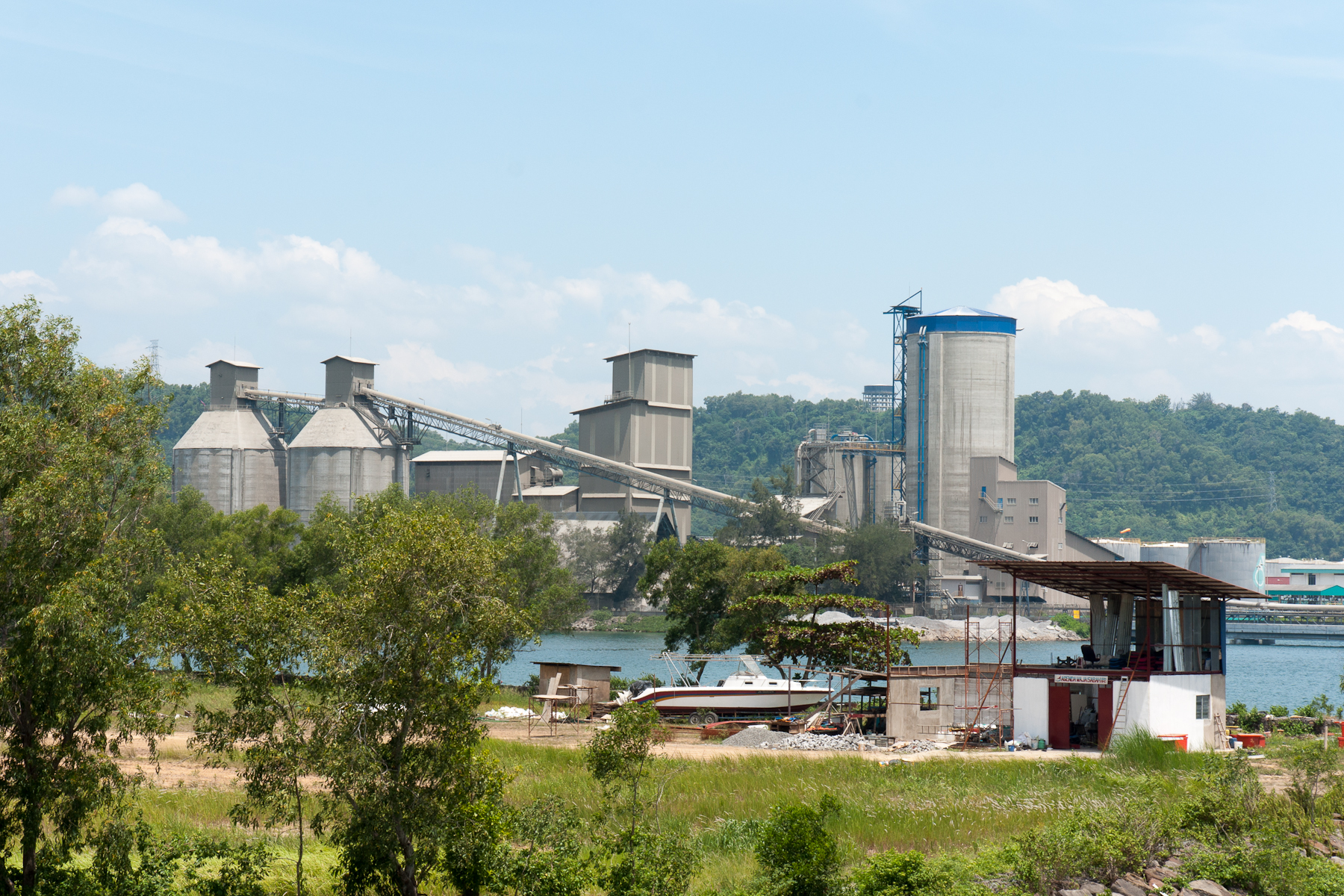
Cement Industries Snd. Bhd.
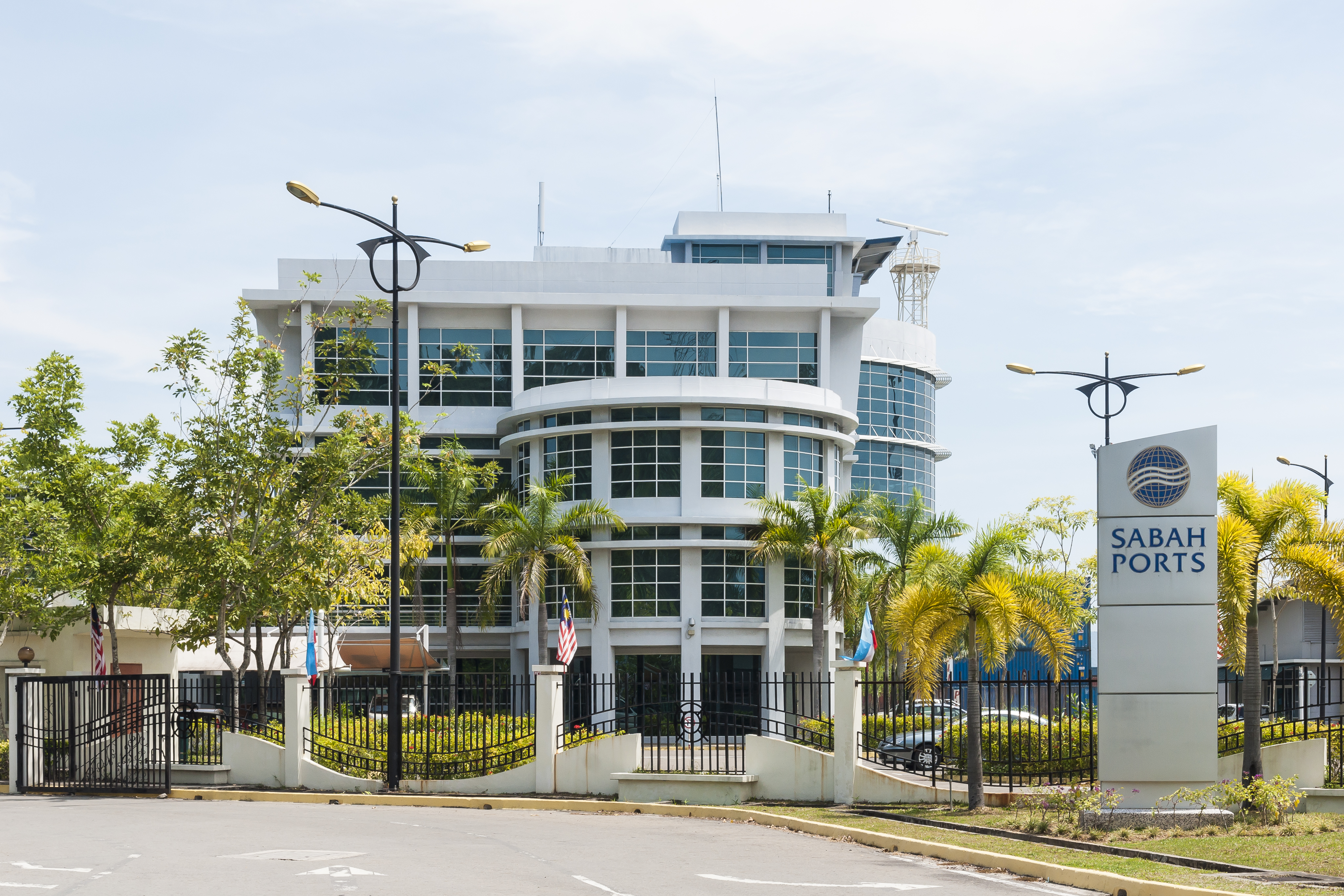
Verwaltungsgebäude Sabah Ports
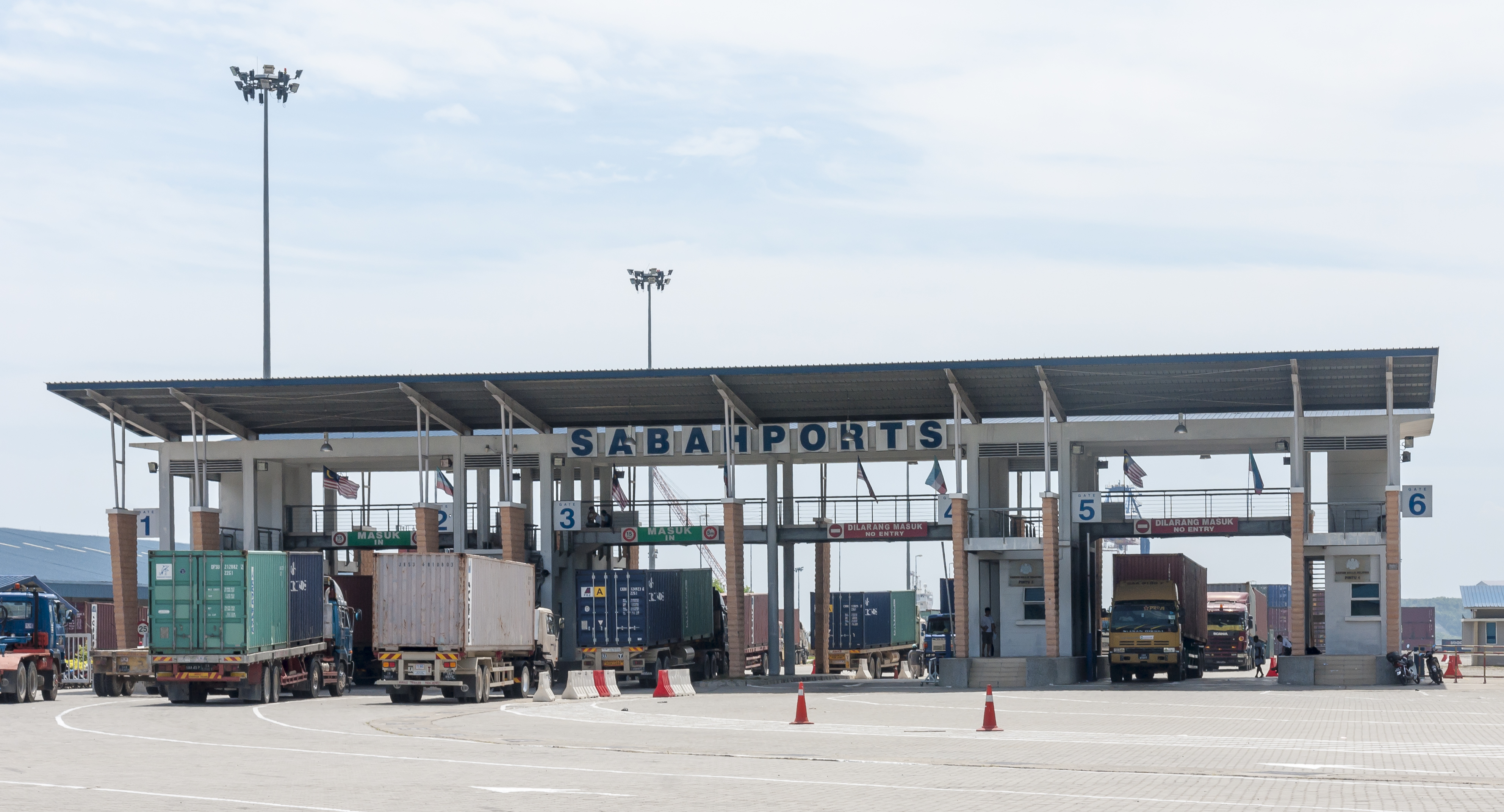
Zufahrt zum Containerterminal